# 左藤圭右
左藤 圭右（さとう けいすけ）は、日本の漫画家。

## 来歴
2013年、『月刊少年ライバル』（講談社）の『動物探偵まどかの推理日誌でデビュー。
2017年には、テレビアニメ、『リトルウィッチアカデミア』のコミカライズを連載。
2019年には、小説家になろう発、『異世界迷宮の最深部を目指そう』のコミカライズを連載。
2021年には、テレビアニメ、『サクガン』のコミカライズを連載。

## 作品リスト

### 連載
- 動物探偵まどかの推理日誌（原作：宮崎克、『月刊少年ライバル』2013年5月号 – 2014年7月号〈終刊号〉）
- リトルウィッチアカデミア（原作：TRIGGER/吉成曜、『月刊少年エース』2017年2月号 - 2018年10月号）
- 異世界迷宮の最深部を目指そう（原作：割内タリサ、『コミックガルド』2019年7月 - ）
- サクガン（原作：「サクガン」政策委員会、『マンガUP!』2021年8月13日 - 2022年8月25日）

### 読み切り
- THE TWINS[5]（『ビッグガンガン』2022年Vol.09[6]） - 複数の漫画家による『スター・ウォーズ:ビジョンズ』の連載に参加[7]。

### 書籍
- 『動物探偵まどかの推理日誌』、原作：宮崎克、講談社〈ライバルKC〉2013年 - 2014年、全4巻
- 『リトルウィッチアカデミア』、原作：TRIGGER/吉成曜、KADOKAWA〈角川コミックス・エース〉2017年 - 2018年、全3巻
- 『異世界迷宮の最深部を目指そう』、原作：割内タリサ、オーバーラップ〈ガルドコミックス〉2020年 - 、既刊8巻（2025年6月25日現在）
- 『サクガン』、原作：「サクガン」政策委員会、スクウェア・エニックス〈ガンガンコミックスUP!〉2021年 - 2022年、全2巻

## 関連人物
ゴツボ×リュウジ
アシスタント先、左藤圭佑の単行本デビュー作の動物探偵まどかの推理日誌の第2巻の帯にはゴツボがイラストとコメントを寄せた。